# Christian Zeigermann
Christian Zeigermann (* 1971 in Halle (Saale)) ist ein deutscher Architekt. Seit 2020 wirkt er als Geschäftsführer der Gebäude- und Wohnungsbaugesellschaft Wernigerode mbH. Davor war er unter anderem Stadtplaner und Koordinator des Schulbaus für die Stadt Halle (Saale).

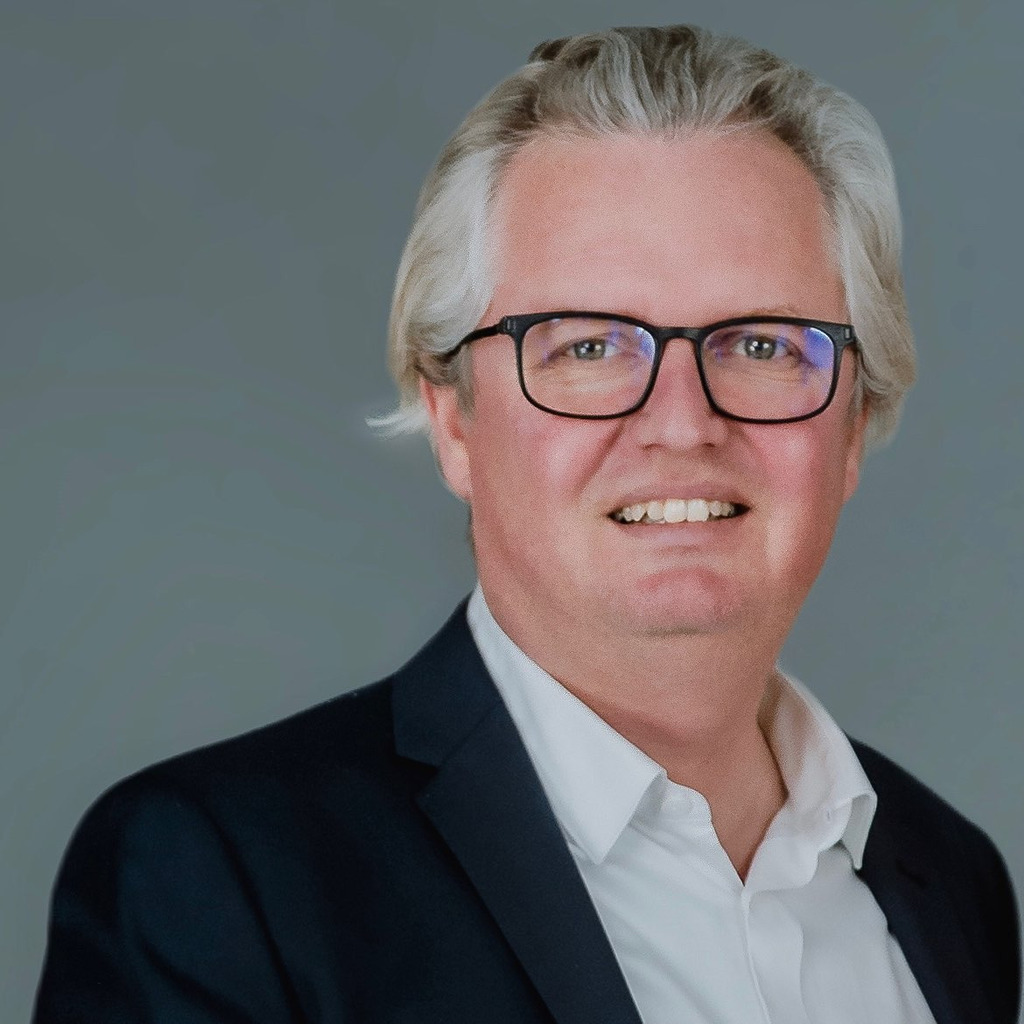
Christian Zeigermann

Zeigermann ist verheiratet und hat drei Kinder. Er ist wohnhaft in Landsberg (Saalekreis). Für den CDU-Kreisverband Saalekreis sitzt Zeigermann seit 2019 als Fraktionsvorsitzender im Stadtrat Landsberg. Er ist unter anderem Mitglied des Ausschusses für Kultur und Sport und für Bauwesen.

## Beruflicher Werdegang
Christian Zeigermann studierte Architektur, Entwurf und Städtebau an der Hochschule Anhalt in Dessau-Roßlau, Sachsen-Anhalt. Erste Berufserfahrungen sammelte er in Assuan, Ägypten bei einem Schul- und Kindergarten-Bauprojekt in einem traditionellen Wohnviertel, welches in Kooperation mit der Gesellschaft für technische Zusammenarbeit durchgeführt wurde.
Anschließend war er unter anderem für die Betreuung von Architekturwettbewerben sowie die Koordinierung für den Neubau von Altenpflegeheimen und Schulen zuständig. Für die Stadt Halle (Saale) war er von 2001 bis 2004 als Stadtplaner mit der Entwicklung von Altindustriestandorten beauftragt.
Danach war er 15 Jahre lang bei der Halleschen Wohnungsgesellschaft tätig, erst als Portfoliomanager, später als Abteilungsleiter für Hochbau, als der er diverse Sanierungsprojekte in der Innenstadt betreute. 2019 kehrte er als Koordinator für Schulbau in den Dienst der Stadt Halle (Saale) zurück.
2020 wechselte er als Geschäftsführer zur Gebäude- und Wohnungsbaugesellschaft Wernigerode mbH.

## Engagement und Auszeichnungen
- Rudolf Müller Preis, Kategorie Freie Arbeiten, 1. Platz (1996)
- Bundespreis für Handwerk in der Denkmalpflege, 1. Platz (2003)
- Jurymitglied Architekturwettbewerb Europan, Jahrgang E17 (2022–2023)
- Auszeichnung „Arbeitgeber der Zukunft“, Deutsches Innovationsinstitut für Nachhaltigkeit und Digitalisierung (2023)